# Санталум
Санталум (лат. Santalum), је род тропског дрвећа, корисних и мирисних зимзелених стабала из породице Santalum, распрострањен по целој Јужној и Југоисточној Азији, Океанији и Аустралији.

## Комерцијално дрво
Санталум је род дрвенастих цветница, од којих је највредније и најпознатије комерцијално индијско сандалово дрво санталум албум. Спадају род дрвећа или жбуња. Већина су паразити корена који фотосинтезују сопствену храну, али користе корене других врста за воду и неорганске хранљиве састојке. Неке врсте, посебно санталум албум, производе високо ароматично дрво које се користи за мирисе и парфеме, као и за биљне лекове. Око 25 познатих врста се протеже од Индије и Малезије преко пацифичких острва до Хаваја и Острва Хуан Фернандез у близини обала Јужне Америке.
Да би се произвела комерцијално вредна сандаловина са високим нивооом мирисних уља, дрвеће мора бити старо најмање 40 година, али је пожељније 80 или више година. Као такви, они који започну обрађивати санталум вероватно неће доживети плод свог рада. Међутим, инфериорно сандалово дрво које је посечено или срушено са 30 година и даље може постићи пристојну цену због потражње за правим сандаловим дрветом.

## Култивација
Почетни изазови у култивацији санталума су бројни, не само због његове клијавости и потреба за растом, већ и због времена раста које је потребно дрвету да правилно сазри. Клијање семена санталума није потпуно разумљиво. Семе се не може ефикасно чувати и мора се садити са воћке након бербе. Чак и ако се то догоди, семе не може клијати. Стога узгој садница мора бити врло радно интензиван.
Иако се дрвећа санталум фотосинтетизују сама по себи, дрвеће је хемипаразитно, са коренима који траже и тапкају у кореновим системима околних стабала за воду и хранљиве материје. Стога се свака младица обично узгаја поред четири или пет дрвећа. Понекад и дрвеће поред захтева обрезивање, јер дрвећу санталум треба пуно сунчеве светлости да би расло.
Поред ових почетних потешкоћа, узгајање сандаловине није тешко, јер сазревањем постаје отпорније на стресове у окружењу, штеточине и болести.